# Ai and YuKi
Ai and YuKi（アイアンドユーキ）は、日本人アーティストとして初めてラスベガスで1年間の長期単独公演を実現した”女性デュオ・イリュージョニスト“。

## 概要
日本人アーティストとして初めてラスベガスで1年間の長期単独公演を実現した”女性デュオ・イリュージョニスト“。この事は日本芸能界初の出来事として、2011年3月にTBS「情熱大陸」で放送される。日本では独自の芸術スタイルで年間100以上のマジック・ライブツアーを達成し、その後アメリカのロサンゼルスに渡り、独自の芸術スタイルのマジック・ショーを行いセンセーションを巻き起こす。 2007年、ハリウッドにある”世界のマジックの殿堂“と呼ばれるマジック・キャッスルにおいて1週間連続講演を含む合計6度の出演によって2008年3月のマジック・キャッスル授賞式の「ステージ部門」にノミネート。同年4月、アメリカにて初の単独公演をロサンゼルス 郊外のサン・ガブリエル・シアターで行う。2009年にはアメリカFOX系チャンネルの最大マジック特別番組「マスターズ・オブ・イリュージョン」に3度出演を果たし、Ai and YuKiにとって最大の夢舞台であるラスベガスに活動の拠点を移す。2010年6月、ラスベガスにて日本人初、単独長期公演の夢を叶える。ショーのタイトルは「Zen Magic」。ラスベガスの中心にあるカジノホテルの１つ、「プラネット・ハリウッド」の「デビッド・サックス・シアター」を定期公演シアターとして、週６日間の定期公演を1年間（繁忙期は追加公演あり）通して行い、ラスベガスの人気月間ランキングにおいてトップ１０入り（最高ランキングは9位）を果たすショーとなる。空中アクロバットとマジックが融合された総合エンターテイメントショーが世界に受けた。2011年3月放送の「情熱大陸」が大きな転機となり、日本へ凱旋帰国をすると、アメリカはもとより、日本やアジア圏からにおいて公演活動する機会が多くなる。その他、フィリピン・東南アジアでのマジック番組、スペイン・オランダ・ヨーロッパ各地での情報番組、ロサンゼルスの情報番組などにも出演。
■ショー・イベント出演歴
2015年5月Zeppなんば イベント出演
2015年12月～2016年1月Zepp札幌「Zen Magic」公演
2015年10月日本定住難民の集いイベント 新宿文化センター
2015年5月～6月       ベトナム・ハノイ/ホーチミン
2014年8月～9月「Magic of HANAYASHIKI」花やしきでの3週間単独公演
2014年7月東京湾～隅田川クルーズ 出演
2011年3月東日本大震災チャリティーライブ ラスベガスサックスシアターにて
2010年11月RIO Las Vegas Hotelフィリピン国営放送番組 公開録画イベントショー出演
2010年9月ラスベガス 名誉総領事館主催イベント出演
2010年6月～2011年5月ラスベガス プラネットハリウッドホテル サックスシアター「Zen Magic」1年間のロングラン公演
※1公演500人キャパ 年間通して9万人収容
2010年2月サハラホテル Rick Thomas with Ai and YuKi（リックトーマスとの共演）
2009年12月～2010年2月ラスベガス市主催「ファーストフライデーイベント」出演
2008年4月ロサンゼルス「サンガブリエルシアター」アメリカでの初単独公演
2008年2月ビバリーヒルトンホテル「マジックキャッスルアワード」ノミネート
2007年10月～2008年3月ハリウッド/マジックキャッスルレギュラー出演
■テレビ・その他メディア出演歴
2015年12月～2016年6月テレビ朝日「キスマイ魔ジック」
2015年5月～6月ベトナムハノイVTV、ホーチミンHTV各局情報番組、ニュースなど多数
2015年1月24日テレビ東京「しあわせマジック」Ai and YuKi 75分特番
2014年6月〜ベトナムホーチミンテレビ（HTV）「360°」レギュラー出演
2013年4月13日MXテレビ「サタデーライブ」
2013年4月1日日本テレビ「トリックハンター5」
2012年12月17日日本テレビ「PON!」
2012年12月17日日本テレビ「トリックハンター4」
2012年9月17日日本テレビ「トリックハンター3」
2011年3月11日FOXチャンネル、ラスベガスより東日本大震災インタビュー出演
2011年3月6日TBS「情熱大陸」
2010年冬NHK World「A is Asia」
2010年夏FOXチャンネル「FOXニュース」Live中継
2010年夏FOX、ABC、NBC「各局ニュース」
2009年12月6日NHK「地球アゴラ」
2009年夏FOXチャンネル「Masters of Illusion」準レギュラー出演＊全世界放送
■受賞歴
2008年3月マジック・キャッスルアワード「ステージ部門」にノミネート

## Zen Magic
アメリカ合衆国ネバダ州ラスベガスの中心ストリップ通り沿いにそびえ立つ大型カジノホテル「プラネット・ハリウッド・リゾート アンド カジノ」内の「ミラクル・マイル・ショップス」にある劇場「デビッド・サックス・シアター」にて、2010年6月から2011年5月末までの1年間行われた大型マジック・ショー。主演は、日本人女性デュオ・マジシャン「Ai and YuKi」。エアリアルなどの空中アクロバットと大型イリュージョンを融合させるなど、ラスベガスにおいて新しい構成のショーとして注目される。ラスベガスのエンターテイメント情報専門誌において、ラスベガス人気ショー月間ランキング9位と高い実績と評価を受ける。「Zen Magic」の由来は、グローバルな視点からイメージされる「禅」による。「禅」と「Ai and YuKi」の和のイメージが融合し、ラスベガスで有名なショーに携わるアメリカ人プロデューサーにより名付けられた。